# Rafael Serrano Alcázar
Rafael Serrano Alcázar (1842-1901) fue un escritor y político español.

## Biografía
Nació en Murcia en 1842. Fue subsecretario de la Gobernación y después vicepresidente del Congreso de los Diputados. Fue redactor de La Patria. En el campo literario publicó Poesías (Madrid, 1866), Últimos cantos (1871), Cantos negros ó historias extravagantes (1874), La corona de mi tiempo (1883), Hojas veraniegas (1884), Política y literatura (1887), La mujer alegre (1889), San Sebastián (1894) y Cartas políticas (1900). En el periódico La Novela publicó «La amiga íntima». Falleció en 1901, el día 3 de octubre, en Madrid. Serrano Alcázar, afiliado al partido conservador, tuvo gran influencia política en Albacete, ciudad en la que residió y por cuya circunscripción fue varias veces diputado en las Cortes de la Restauración.